# Холмогорский район
Холмого́рский райо́н — административно-территориальная единица (район) в Архангельской области Российской Федерации. В рамках организации местного самоуправления в его границах функционирует муниципальное образование Холмогорский муниципальный округ (с 2004 до 2022 гг. — муниципальный район).
Административный центр — село Холмогоры.

## География
Район расположен в центральной части Архангельской области и приравнен к районам Крайнего Севера.
Площадь его территории — 16 827 км².
Граничит:
- на западе с Плесецким районом
- на северо-западе с Приморским районом
- на востоке с Пинежским районом
- на юго-востоке с Виноградовским районом
- на юго-западе с городским округом Мирный

Основные реки: Северная Двина, Пинега, Емца, Угзеньга, Паленьга, Чуга, Чуплега, Чуса, Тиньга, Мехреньга, Кода, Ваймуга, Большая Чача, Пингиша, Кехта, Сия, Обокша, Пукшеньга, Большая Юра, Малая Юра. Крупнейшие озёра: Воеозеро, Ковозеро, Сезо, Кодлозеро, Слободское, Шидозеро, Шулеское.

## История
В найденном в Великом Новгороде в Неревском конце в 1951 году в слое третьей четверти XI века деревянном цилиндре-замке (пломбе) № 1. На поверхности цилиндра имелись отпечатки некогда обматывавшего его шнура и были вырезаны княжеская геральдическая эмблема и надпись «Емьця гривны 3». На цилиндре № 4, найденном в 1973 году в Загородском конце в слое XI века, имеется надпись «Емца 10 гривен».
Согласно Уставу Святослава Ольговича 1137 года, среди погостов в Заволочье, призванных контролировать торговые речные пути, упоминается Устье Емцы в месте впадения реки Емцы в Северную Двину. В Великом Новгороде на Троицком-XV раскопе в слоях рубежа XII—XIII веков была найдена деревянная дощечка-бирка длиной ок. 15 см, а на ней — вырезанная красивым почерком надпись «Устье Емци».
Территория района в начале XX века входила в Холмогорский уезд Архангельской губернии.
В 1918 году интервентам удалось захватить станцию Обозерская.
15 марта 1922 года Холмогорский уезд переименован в Емецкий уезд в связи с переносом уездного центра из Холмогор в Емецк, а 31 декабря 1924 года и Емецкий уезд был упразднён с присоединением его территории к Архангельскому уезду. После образования в 1929 году Северного края и упразднения уездного деления были образованы Холмогорский и Емецкий районы. 10 февраля 1931 года вышло постановление ВЦИК, по которому в состав Холмогорского района вошли Лявленский, Коскогорский, Нижне-Койдокурский, Верхне-Койдокурский, Кехотский и Княжеостровский сельсоветы упразднённого Архангельского района Северного края.
С 1936 года Емецкий и Холмогорский районы входили в Северную область, а с 1937 года уже в составе вновь образованной Архангельской области. В 1959 году Емецкий район был упразднён, а его территория вошла в состав Холмогорского района.
21 октября 2010 года утверждён герб Холмогорского района.

## Население
| 2002    | 2007    | 2008    | 2009    | 2010    | 2011    | 2012    | 2013    | 2014    |
| ------- | ------- | ------- | ------- | ------- | ------- | ------- | ------- | ------- |
| 30 797  | ↘28 300 | ↘27 718 | ↘27 260 | ↘25 061 | ↘24 946 | ↘23 996 | ↘23 258 | ↘22 628 |
| 2015    | 2016    | 2017    | 2018    | 2019    | 2020    | 2021    | 2023    |         |
| ↘22 143 | ↘21 580 | ↘21 005 | ↘20 327 | ↘19 704 | ↘19 070 | ↗19 259 | ↘18 445 |         |

### Национальный состав
По итогам переписи населения 2020 года проживали следующие национальности (национальности менее 0,1 % и другое, см. в сноске к строке «Другие»):
| Национальность | Численность, чел. | Доля     |
| -------------- | ----------------- | -------- |
| Русские        | 18 714            | 97,17 %  |
| Украинцы       | 105               | 0,55 %   |
| Белорусы       | 31                | 0,16 %   |
| Азербайджанцы  | 24                | 0,12 %   |
| Другие         | 385               | 2,00 %   |
| Итого          | 19 259            | 100,00 % |

## Административное деление
В Холмогорский район как административно-территориальную единицу области входят 16 сельсоветов (в границах которых как правило были образованы одноимённые сельские поселения).
С 2004 до 2014 гг. в Холмогорский муниципальный район входили 18 муниципальных образований со статусом сельского поселения.
В 2014 году было упразднено Ломоносовское сельское поселение, территория которого была включена в Холмогорское  сельское поселение.
В 2015 году были упразднены 4 сельских поселения: Леуновское (включено в Белогорское); Копачёвское (включено в Матигорское с административным центром в деревне Харлово); Селецкое и Зачачьевское (включены в Емецкое).
| №  | Муниципальное образование | Административный центр     | Количество населённых пунктов | Население (чел.) | Площадь (км²) |
| -- | ------------------------- | -------------------------- | ----------------------------- | ---------------- | ------------- |
| 1  | Белогорское               | посёлок Белогорский        | 9                             | ↘661             | 1004,19       |
| 2  | Двинское                  | посёлок Двинской           | 2                             | ↘708             | 1077,28       |
| 3  | Емецкое                   | село Емецк                 | 129                           | ↗4146            | 703,43        |
| 4  | Кехотское                 | деревня Марковская         | 8                             | ↗629             | 70,80         |
| 5  | Койдокурское              | деревня Хомяковская        | 23                            | ↗382             | 95,26         |
| 6  | Луковецкое                | посёлок Луковецкий         | 15                            | ↗2161            | 774,72        |
| 7  | Матигорское               | деревня Харлово            | 56                            | ↘2487            | 1055,25       |
| 8  | Ракульское                | посёлок Брин-Наволок       | 26                            | ↘1004            | 1601,90       |
| 9  | Светлозерское             | посёлок Светлый            | 1                             | ↗1078            | 2749,26       |
| 10 | Усть-Пинежское            | посёлок Усть-Пинега        | 5                             | ↗740             | 276,43        |
| 11 | Ухтостровское             | деревня Горка-Кузнечевская | 23                            | ↘386             | 634,45        |
| 12 | Хаврогорское              | деревня Погост             | 72                            | ↗625             | 1081,28       |
| 13 | Холмогорское              | село Холмогоры             | 54                            | ↘4252            | 146,97        |

В апреле 2022 года все сельские поселения муниципального района были упразднены и преобразованы путём их объединения в Холмогорский муниципальный округ.

## Населённые пункты
В Холмогорском районе 423 населённых пункта.
| №   | Населённый пункт            | Тип                     | Население | Бывшее муниципальное образование |
| --- | --------------------------- | ----------------------- | --------- | -------------------------------- |
| 1   | Аксёновы                    | деревня                 | ↗10       | Емецкое                          |
| 2   | Александровская             | деревня                 | ↘10       | Койдокурское                     |
| 3   | Александровская 1-я         | деревня                 | ↗24       | Ухтостровское                    |
| 4   | Александровская 3-я         | деревня                 | ↗21       | Ухтостровское                    |
| 5   | Амосово                     | деревня                 | →0        | Луковецкое                       |
| 6   | Анашкино                    | деревня                 | ↗307      | Холмогорское                     |
| 7   | Андриановская               | деревня                 | ↗58       | Ухтостровское                    |
| 8   | Андрияновская               | деревня                 | →6        | Холмогорское                     |
| 9   | Антониево-Сийский монастырь | деревня                 | ↗73       | Емецкое                          |
| 10  | Басалиха                    | деревня                 | ↗5        | Хаврогорское                     |
| 11  | Белая Гора                  | деревня                 | ↗1        | Емецкое                          |
| 12  | Белая Гора                  | деревня                 | ↗91       | Холмогорское                     |
| 13  | Беличи                      | деревня                 | →0        | Емецкое                          |
| 14  | Белогорский                 | посёлок                 | ↗713      | Белогорское                      |
| 15  | Бельково                    | деревня                 | ↗99       | Емецкое                          |
| 16  | Березник                    | деревня                 | →5        | Ракульское                       |
| 17  | Березник                    | деревня                 | →0        | Хаврогорское                     |
| 18  | Берёзы                      | деревня                 | ↗13       | Матигорское                      |
| 19  | Богоявленская Горка         | деревня                 | ↘7        | Ухтостровское                    |
| 20  | Болото                      | деревня                 | ↘3        | Емецкое                          |
| 21  | Болото                      | деревня                 | →2        | Хаврогорское                     |
| 22  | Болото                      | деревня                 | ↗2        | Хаврогорское                     |
| 23  | Большая Вашкаранда          | деревня                 | →15       | Ухтостровское                    |
| 24  | Большая Гора                | деревня                 | ↗101      | Емецкое                          |
| 25  | Большая Товра               | деревня                 | →20       | Матигорское                      |
| 26  | Большое Залесье             | деревня                 | ↗12       | Холмогорское                     |
| 27  | Большое Нижнее              | деревня                 | →0        | Матигорское                      |
| 28  | Большое Село                | деревня                 | ↘6        | Емецкое                          |
| 29  | Большой Наволок             | деревня                 | →6        | Ухтостровское                    |
| 30  | Бор                         | деревня                 | →0        | Холмогорское                     |
| 31  | Бор                         | деревня                 | ↗8        | Ухтостровское                    |
| 32  | Бор                         | деревня                 | ↗136      | Хаврогорское                     |
| 33  | Бор-Больница                | деревня                 | →0        | Емецкое                          |
| 34  | Борковская                  | деревня                 | →9        | Койдокурское                     |
| 35  | Борок                       | деревня                 | ↘4        | Хаврогорское                     |
| 36  | Боярская                    | деревня                 | ↗83       | Холмогорское                     |
| 37  | Брин-Наволок                | посёлок                 | ↗1045     | Ракульское                       |
| 38  | Бросачиха                   | деревня                 | →4        | Емецкое                          |
| 39  | Бурмачевская                | деревня                 | ↗96       | Койдокурское                     |
| 40  | Буты                        | деревня                 | ↘5        | Матигорское                      |
| 41  | Бутырки                     | деревня                 | ↘0        | Хаврогорское                     |
| 42  | Бухоровщина                 | деревня                 | →6        | Хаврогорское                     |
| 43  | Бушково                     | деревня                 | →0        | Холмогорское                     |
| 44  | Бушковы                     | деревня                 | →6        | Хаврогорское                     |
| 45  | Бызовы                      | деревня                 | →13       | Емецкое                          |
| 46  | Вавчуга                     | деревня                 | ↗8        | Холмогорское                     |
| 47  | Ваймужский                  | посёлок                 | ↗117      | Емецкое                          |
| 48  | Варда                       | посёлок                 | ↗5        | Усть-Пинежское                   |
| 49  | Варнавская                  | деревня                 | ↗10       | Койдокурское                     |
| 50  | Васильевская                | деревня                 | ↗115      | Кехотское                        |
| 51  | Вахново                     | деревня                 | ↘5        | Хаврогорское                     |
| 52  | Великий Двор                | деревня                 | ↗22       | Емецкое                          |
| 53  | Великий Двор                | деревня                 | ↗22       | Ракульское                       |
| 54  | Верхнее                     | деревня                 | →3        | Ракульское                       |
| 55  | Верхнее Заполье             | деревня                 | →3        | Емецкое                          |
| 56  | Верхний Конец               | деревня                 | ↘3        | Хаврогорское                     |
| 57  | Верхняя                     | деревня                 | ↘3        | Емецкое                          |
| 58  | Верхняя Гора                | деревня                 | →1        | Ракульское                       |
| 59  | Верхняя Горка               | деревня                 | ↘29       | Емецкое                          |
| 60  | Верхняя Паленьга            | деревня                 | ↗39       | Белогорское                      |
| 61  | Винная Горка                | деревня                 | ↘4        | Матигорское                      |
| 62  | Власьевское                 | деревня                 | ↘0        | Матигорское                      |
| 63  | Вождорма                    | деревня                 | ↘2        | Ухтостровское                    |
| 64  | Волково                     | деревня                 | ↘2        | Ухтостровское                    |
| 65  | Волость                     | деревня                 | ↗56       | Емецкое                          |
| 66  | Волость                     | деревня                 | ↘9        | Емецкое                          |
| 67  | Вороновское                 | деревня                 | ↘2        | Матигорское                      |
| 68  | Высокое                     | деревня                 | →0        | Емецкое                          |
| 69  | Гбач                        | деревня                 | ↗23       | Белогорское                      |
| 70  | Глухое                      | деревня                 | ↘2        | Луковецкое                       |
| 71  | Голдобиха                   | деревня                 | ↗4        | Матигорское                      |
| 72  | Гольцово                    | деревня                 | →0        | Ухтостровское                    |
| 73  | Гора                        | деревня                 | →0        | Емецкое                          |
| 74  | Гора                        | деревня                 | →12       | Емецкое                          |
| 75  | Гора                        | деревня                 | ↗7        | Матигорское                      |
| 76  | Гора                        | деревня                 | →0        | Емецкое                          |
| 77  | Гора                        | деревня                 | ↘10       | Хаврогорское                     |
| 78  | Горка                       | деревня                 | ↗132      | Матигорское                      |
| 79  | Горка                       | деревня                 | ↗46       | Матигорское                      |
| 80  | Горка                       | деревня                 | ↗3        | Матигорское                      |
| 81  | Горка                       | деревня                 | ↗9        | Белогорское                      |
| 82  | Горка                       | деревня                 | ↗5        | Хаврогорское                     |
| 83  | Горка-Кузнечевская          | деревня                 | ↗117      | Ухтостровское                    |
| 84  | Горка-Ладковщина            | деревня                 | ↗5        | Ракульское                       |
| 85  | Горка-Рудаковская           | деревня                 | ↗72       | Емецкое                          |
| 86  | Горончарово                 | деревня                 | ↘11       | Емецкое                          |
| 87  | Григоровская                | деревня                 | ↗63       | Кехотское                        |
| 88  | Дальнее                     | деревня                 | ↗11       | Матигорское                      |
| 89  | Данилово                    | деревня                 | ↘233      | Матигорское                      |
| 90  | Даниловская                 | деревня                 | ↗14       | Холмогорское                     |
| 91  | Двинской                    | посёлок                 | ↗1111     | Двинское                         |
| 92  | Демидово                    | деревня                 | →2        | Матигорское                      |
| 93  | Демидово                    | деревня                 | ↗68       | Холмогорское                     |
| 94  | Демидовы                    | деревня                 | ↗4        | Емецкое                          |
| 95  | Демушино                    | деревня                 | ↗63       | Холмогорское                     |
| 96  | Домачево                    | деревня                 | ↘2        | Хаврогорское                     |
| 97  | Донковы                     | деревня                 | ↘2        | Емецкое                          |
| 98  | Дорохово                    | деревня                 | →0        | Хаврогорское                     |
| 99  | Дублево                     | деревня                 | ↘2        | Койдокурское                     |
| 100 | Дурасовская 1-я             | деревня                 | ↗11       | Койдокурское                     |
| 101 | Дурасовская 2-я             | деревня                 | ↗14       | Койдокурское                     |
| 102 | Елисеевская                 | деревня                 | ↗38       | Ухтостровское                    |
| 103 | Ельник                      | деревня                 | →1        | Койдокурское                     |
| 104 | Емецк                       | село                    | ↗1380     | Емецкое                          |
| 105 | Ендюга                      | деревня                 | →0        | Емецкое                          |
| 106 | Ерзовка                     | деревня                 | ↗12       | Хаврогорское                     |
| 107 | Ждановы                     | деревня                 | ↘74       | Емецкое                          |
| 108 | Жилино                      | деревня                 | ↘23       | Ракульское                       |
| 109 | Жучково                     | деревня                 | ↘2        | Холмогорское                     |
| 110 | Заболотье                   | деревня                 | ↗446      | Емецкое                          |
| 111 | Заборье                     | деревня                 | ↗9        | Емецкое                          |
| 112 | Заборье                     | деревня                 | ↗13       | Емецкое                          |
| 113 | Заборье                     | деревня                 | ↘3        | Емецкое                          |
| 114 | Заборье                     | деревня                 | ↗3        | Ракульское                       |
| 115 | Задворье                    | деревня                 | ↘18       | Емецкое                          |
| 116 | Задняя                      | деревня                 | ↗32       | Хаврогорское                     |
| 117 | Закода                      | деревня                 | →0        | Емецкое                          |
| 118 | Законокса                   | деревня                 | ↗2        | Хаврогорское                     |
| 119 | Залебедка                   | деревня                 | →2        | Емецкое                          |
| 120 | Залыва                      | деревня                 | ↘7        | Холмогорское                     |
| 121 | Заозеро                     | деревня                 | →0        | Хаврогорское                     |
| 122 | Заозерье                    | деревня                 | ↘11       | Матигорское                      |
| 123 | Заозерье                    | деревня                 | →12       | Хаврогорское                     |
| 124 | Заполье                     | деревня                 | ↗327      | Емецкое                          |
| 125 | Заполье                     | деревня                 | ↗13       | Емецкое                          |
| 126 | Заполье                     | деревня                 | ↘0        | Емецкое                          |
| 127 | Заполье                     | деревня                 | ↗8        | Емецкое                          |
| 128 | Заполье                     | деревня                 | →5        | Емецкое                          |
| 129 | Заполье                     | деревня                 | →2        | Матигорское                      |
| 130 | Заполье                     | деревня                 | ↘164      | Матигорское                      |
| 131 | Заполье                     | деревня                 | ↘2        | Хаврогорское                     |
| 132 | Заполье                     | деревня                 | ↗10       | Хаврогорское                     |
| 133 | Заполье                     | деревня                 | ↗6        | Хаврогорское                     |
| 134 | Запольица                   | деревня                 | →0        | Хаврогорское                     |
| 135 | Заречка                     | деревня                 | ↗19       | Матигорское                      |
| 136 | Заречье                     | деревня                 | ↘2        | Хаврогорское                     |
| 137 | Заручевье                   | деревня                 | ↗20       | Емецкое                          |
| 138 | Заручевье                   | деревня                 | →0        | Матигорское                      |
| 139 | Заручевье                   | деревня                 | ↗2        | Холмогорское                     |
| 140 | Заручевье                   | деревня                 | ↘2        | Ракульское                       |
| 141 | Заручевье                   | деревня                 | ↘9        | Хаврогорское                     |
| 142 | Заручей                     | деревня                 | ↘12       | Емецкое                          |
| 143 | Заручей                     | деревня                 | →0        | Луковецкое                       |
| 144 | Зачачье                     | деревня                 | ↗118      | Емецкое                          |
| 145 | Зелёный Городок             | посёлок                 | ↗123      | Ракульское                       |
| 146 | Земник                      | деревня                 | →0        | Матигорское                      |
| 147 | Золотка                     | деревня                 | →2        | Емецкое                          |
| 148 | Зуевщина                    | деревня                 | →4        | Хаврогорское                     |
| 149 | Ивановы                     | деревня                 | ↗48       | Хаврогорское                     |
| 150 | Ивлево                      | деревня                 | ↗9        | Холмогорское                     |
| 151 | Ивойловская                 | деревня                 | ↘3        | Койдокурское                     |
| 152 | Ильино                      | деревня                 | ↗43       | Холмогорское                     |
| 153 | Ичково                      | деревня                 | ↗228      | Матигорское                      |
| 154 | Казаковщина                 | деревня                 | ↗6        | Хаврогорское                     |
| 155 | Казенщина                   | посёлок                 | ↗194      | Ракульское                       |
| 156 | Калажма                     | деревня                 | ↘0        | Емецкое                          |
| 157 | Калитинская                 | деревня                 | ↗160      | Койдокурское                     |
| 158 | Канзово                     | деревня                 | →9        | Матигорское                      |
| 159 | Кареньга                    | деревня                 | ↗31       | Хаврогорское                     |
| 160 | Карчево                     | деревня                 | →0        | Емецкое                          |
| 161 | Карьеры Нижние              | деревня                 | ↘2        | Матигорское                      |
| 162 | Кашевариха                  | деревня                 | →2        | Емецкое                          |
| 163 | Кашино                      | деревня                 | ↘16       | Ухтостровское                    |
| 164 | Кельи                       | деревня                 | ↗2        | Емецкое                          |
| 165 | Кеницы                      | деревня                 | ↘0        | Луковецкое                       |
| 166 | Кеницы                      | железнодорожная станция | ↘0        | Луковецкое                       |
| 167 | Кичижно                     | деревня                 | ↘19       | Холмогорское                     |
| 168 | Клишовщина                  | деревня                 | ↗9        | Хаврогорское                     |
| 169 | Клубочиха                   | деревня                 | ↘14       | Емецкое                          |
| 170 | Кобылинская                 | деревня                 | →0        | Ухтостровское                    |
| 171 | Кожгора                     | деревня                 | ↗138      | Емецкое                          |
| 172 | Кожево                      | деревня                 | →0        | Луковецкое                       |
| 173 | Кожинская                   | деревня                 | ↗2        | Ракульское                       |
| 174 | Кокарево                    | деревня                 | ↗13       | Хаврогорское                     |
| 175 | Кондратьевская              | деревня                 | ↘6        | Койдокурское                     |
| 176 | Конокса                     | деревня                 | →7        | Хаврогорское                     |
| 177 | Копачёво                    | деревня                 | ↗293      | Матигорское                      |
| 178 | Копытово                    | деревня                 | ↘3        | Матигорское                      |
| 179 | Корзовы                     | деревня                 | →1        | Хаврогорское                     |
| 180 | Короли                      | деревня                 | →1        | Емецкое                          |
| 181 | Короткие                    | деревня                 | ↘3        | Емецкое                          |
| 182 | Коскошина                   | деревня                 | ↘68       | Емецкое                          |
| 183 | Косновская                  | деревня                 | ↗19       | Холмогорское                     |
| 184 | Кочерино                    | деревня                 | ↗10       | Холмогорское                     |
| 185 | Красная Горка               | деревня                 | ↗2        | Кехотское                        |
| 186 | Красное Село                | деревня                 | ↗160      | Холмогорское                     |
| 187 | Красный Яр                  | деревня                 | →0        | Емецкое                          |
| 188 | Красный Яр                  | деревня                 | ↘8        | Емецкое                          |
| 189 | Крениха                     | деревня                 | →3        | Ракульское                       |
| 190 | Кривец                      | деревня                 | →0        | Емецкое                          |
| 191 | Кричевское                  | деревня                 | →2        | Матигорское                      |
| 192 | Кручинины                   | деревня                 | →16       | Хаврогорское                     |
| 193 | Крюк                        | деревня                 | →1        | Емецкое                          |
| 194 | Кудосмина                   | деревня                 | →0        | Емецкое                          |
| 195 | Кузнецово                   | деревня                 | ↗17       | Емецкое                          |
| 196 | Кузнецовы                   | деревня                 | 11        | Хаврогорское                     |
| 197 | Кузнецы                     | деревня                 | ↗8        | Хаврогорское                     |
| 198 | Кузнечиха                   | деревня                 | →5        | Емецкое                          |
| 199 | Кузомень                    | деревня                 | ↗119      | Белогорское                      |
| 200 | Кузополье                   | деревня                 | ↗27       | Холмогорское                     |
| 201 | Кузьминская                 | деревня                 | →4        | Ухтостровское                    |
| 202 | Куково                      | деревня                 | ↗5        | Хаврогорское                     |
| 203 | Кулига                      | деревня                 | →2        | Емецкое                          |
| 204 | Кулига                      | деревня                 | ↗9        | Емецкое                          |
| 205 | Кулига                      | деревня                 | →4        | Хаврогорское                     |
| 206 | Кульмино Большое            | деревня                 | →0        | Емецкое                          |
| 207 | Кульмино Малое              | деревня                 | ↘0        | Емецкое                          |
| 208 | Курья Нога                  | деревня                 | →2        | Матигорское                      |
| 209 | Куст-Лындовская             | деревня                 | ↘1        | Койдокурское                     |
| 210 | Кутозерская                 | деревня                 | ↗18       | Матигорское                      |
| 211 | Кушово                      | деревня                 | ↗43       | Матигорское                      |
| 212 | Кязьмеш                     | деревня                 | →0        | Емецкое                          |
| 213 | Летняя                      | деревня                 | →0        | Ракульское                       |
| 214 | Леуново                     | деревня                 | ↗50       | Белогорское                      |
| 215 | Липовик                     | посёлок                 | ↗107      | Двинское                         |
| 216 | Ломоносово                  | село                    | ↗214      | Холмогорское                     |
| 217 | Лохта                       | деревня                 | →1        | Емецкое                          |
| 218 | Лубянки                     | деревня                 | ↗5        | Холмогорское                     |
| 219 | Луковецкий                  | посёлок                 | ↗2735     | Луковецкое                       |
| 220 | Луташи                      | деревня                 | ↗8        | Хаврогорское                     |
| 221 | Лыжино                      | деревня                 | 6         | Холмогорское                     |
| 222 | Лысица                      | деревня                 | ↗39       | Емецкое                          |
| 223 | Макарово                    | деревня                 | →0        | Холмогорское                     |
| 224 | Макары                      | деревня                 | ↗4        | Емецкое                          |
| 225 | Макары                      | деревня                 | ↘2        | Хаврогорское                     |
| 226 | Малая Вашкаранда            | деревня                 | →0        | Ухтостровское                    |
| 227 | Малая Гора                  | деревня                 | ↗6        | Емецкое                          |
| 228 | Малая Товра                 | посёлок                 | ↗181      | Матигорское                      |
| 229 | Малое Залесье               | деревня                 | ↗14       | Холмогорское                     |
| 230 | Малое Нижнее                | деревня                 | ↗1        | Матигорское                      |
| 231 | Малое Село                  | деревня                 | ↗38       | Емецкое                          |
| 232 | Малый Наволок               | деревня                 | →3        | Ухтостровское                    |
| 233 | Марилово                    | деревня                 | ↘11       | Матигорское                      |
| 234 | Марково                     | деревня                 | ↗7        | Холмогорское                     |
| 235 | Марковская                  | деревня                 | ↗331      | Кехотское                        |
| 236 | Матвеевская                 | деревня                 | ↗88       | Кехотское                        |
| 237 | Матёра                      | хутор                   | ↗13       | Ухтостровское                    |
| 238 | Минеши                      | деревня                 | ↗13       | Хаврогорское                     |
| 239 | Мироново                    | деревня                 | ↘7        | Холмогорское                     |
| 240 | Митревщина                  | деревня                 | ↗2        | Холмогорское                     |
| 241 | Митрофановщина              | деревня                 | ↗1        | Ухтостровское                    |
| 242 | Мурги 1-е                   | деревня                 | →0        | Емецкое                          |
| 243 | Мыза                        | деревня                 | ↗556      | Емецкое                          |
| 244 | Мыза                        | деревня                 | →3        | Матигорское                      |
| 245 | Мякурье                     | деревня                 | ↗23       | Емецкое                          |
| 246 | Наволочек                   | деревня                 | ↘2        | Матигорское                      |
| 247 | Надеиха                     | деревня                 | →0        | Матигорское                      |
| 248 | Надозеро                    | деревня                 | ↗3        | Емецкое                          |
| 249 | Надручей                    | деревня                 | ↗261      | Матигорское                      |
| 250 | Неверово                    | деревня                 | ↗5        | Холмогорское                     |
| 251 | Некрасово                   | деревня                 | ↗7        | Холмогорское                     |
| 252 | Нестерово                   | деревня                 | ↗2        | Ухтостровское                    |
| 253 | Нефедьево                   | деревня                 | ↗4        | Койдокурское                     |
| 254 | Нижнее Заполье              | деревня                 | ↗51       | Емецкое                          |
| 255 | Нижний Конец                | деревня                 | ↘14       | Емецкое                          |
| 256 | Нижняя                      | деревня                 | ↘6        | Емецкое                          |
| 257 | Нижняя Гора                 | деревня                 | ↘3        | Ракульское                       |
| 258 | Нижняя Горка                | деревня                 | ↗16       | Емецкое                          |
| 259 | Нижняя Паленьга             | деревня                 | ↗12       | Усть-Пинежское                   |
| 260 | Низ                         | деревня                 | ↘0        | Емецкое                          |
| 261 | Низ                         | деревня                 | →0        | Хаврогорское                     |
| 262 | Никитины                    | деревня                 | ↘1        | Хаврогорское                     |
| 263 | Нифериха                    | деревня                 | ↗19       | Емецкое                          |
| 264 | Новая                       | деревня                 | ↗32       | Емецкое                          |
| 265 | Новина                      | деревня                 | ↗20       | Луковецкое                       |
| 266 | Новинки                     | деревня                 | →0        | Матигорское                      |
| 267 | Новинки                     | деревня                 | →0        | Матигорское                      |
| 268 | Новинные                    | деревня                 | →6        | Емецкое                          |
| 269 | Новозатопляевская           | деревня                 | ↗6        | Койдокурское                     |
| 270 | Обухово                     | деревня                 | ↗13       | Холмогорское                     |
| 271 | Оводовы                     | деревня                 | →5        | Хаврогорское                     |
| 272 | Одиночка                    | деревня                 | →2        | Койдокурское                     |
| 273 | Одиночка                    | деревня                 | ↗42       | Матигорское                      |
| 274 | Околодок                    | деревня                 | ↘0        | Ракульское                       |
| 275 | Околодок                    | деревня                 | ↘9        | Хаврогорское                     |
| 276 | Оладовская                  | деревня                 | ↗112      | Койдокурское                     |
| 277 | Орлецы                      | деревня                 | →0        | Матигорское                      |
| 278 | Орлецы                      | посёлок                 | ↗202      | Матигорское                      |
| 279 | Орлово                      | деревня                 | ↗1        | Емецкое                          |
| 280 | Осередок                    | деревня                 | ↗28       | Емецкое                          |
| 281 | Осередок                    | деревня                 | ↗76       | Емецкое                          |
| 282 | Осередок                    | деревня                 | ↘21       | Емецкое                          |
| 283 | Осередок                    | деревня                 | ↗7        | Ракульское                       |
| 284 | Осередок                    | деревня                 | ↗148      | Ракульское                       |
| 285 | Осина Гора                  | деревня                 | ↗5        | Холмогорское                     |
| 286 | Остров                      | деревня                 | ↘0        | Белогорское                      |
| 287 | Остров Гривы                | деревня                 | ↗19       | Кехотское                        |
| 288 | Офролиха                    | деревня                 | ↗17       | Емецкое                          |
| 289 | Ощепково                    | деревня                 | ↘1        | Хаврогорское                     |
| 290 | Паленьга                    | железнодорожная станция | ↘134      | Белогорское                      |
| 291 | Палишино                    | деревня                 | ↘11       | Ракульское                       |
| 292 | Палово                      | посёлок                 | ↗264      | Ракульское                       |
| 293 | Пекишево                    | деревня                 | →4        | Холмогорское                     |
| 294 | Первомайская                | деревня                 | ↘0        | Хаврогорское                     |
| 295 | Перелесок                   | деревня                 | ↘0        | Хаврогорское                     |
| 296 | Перхуровская                | деревня                 | ↗12       | Холмогорское                     |
| 297 | Петрушевская                | деревня                 | ↘4        | Койдокурское                     |
| 298 | Печки                       | посёлок                 | ↗273      | Усть-Пинежское                   |
| 299 | Печково                     | деревня                 | →0        | Емецкое                          |
| 300 | Пешемское                   | посёлок                 | ↗142      | Емецкое                          |
| 301 | Плахино                     | деревня                 | ↗11       | Хаврогорское                     |
| 302 | Плесо                       | деревня                 | ↘3        | Хаврогорское                     |
| 303 | Побоище                     | деревня                 | ↘8        | Холмогорское                     |
| 304 | Погода                      | деревня                 | →0        | Хаврогорское                     |
| 305 | Погост                      | деревня                 | ↘9        | Емецкое                          |
| 306 | Погост                      | деревня                 | ↗20       | Емецкое                          |
| 307 | Погост                      | деревня                 | ↘3        | Емецкое                          |
| 308 | Погост                      | деревня                 | ↗5        | Матигорское                      |
| 309 | Погост                      | деревня                 | ↗4        | Ракульское                       |
| 310 | Погост                      | деревня                 | ↗477      | Емецкое                          |
| 311 | Погост                      | деревня                 | ↗22       | Холмогорское                     |
| 312 | Погост                      | деревня                 | ↘1        | Хаврогорское                     |
| 313 | Погост                      | деревня                 | ↗96       | Хаврогорское                     |
| 314 | Подборье                    | деревня                 | ↗10       | Ракульское                       |
| 315 | Подгор                      | деревня                 | ↗152      | Емецкое                          |
| 316 | Подгор                      | деревня                 | ↘3        | Хаврогорское                     |
| 317 | Подгорье                    | деревня                 | ↘12       | Холмогорское                     |
| 318 | Подгорье                    | деревня                 | ↗20       | Матигорское                      |
| 319 | Подлесье                    | деревня                 | →3        | Емецкое                          |
| 320 | Подсосанье                  | деревня                 | ↘8        | Емецкое                          |
| 321 | Подсосанье                  | деревня                 | ↘17       | Емецкое                          |
| 322 | Подсосны                    | деревня                 | ↘2        | Холмогорское                     |
| 323 | Понизовье                   | деревня                 | ↘17       | Емецкое                          |
| 324 | Поташевская                 | деревня                 | ↗90       | Луковецкое                       |
| 325 | Почапы                      | деревня                 | →0        | Холмогорское                     |
| 326 | Почтовое                    | посёлок                 | ↗271      | Емецкое                          |
| 327 | Прилук                      | деревня                 | →0        | Емецкое                          |
| 328 | Пукшеньга                   | деревня                 | ↗12       | Хаврогорское                     |
| 329 | Пукшеньга                   | посёлок                 | ↗26       | Хаврогорское                     |
| 330 | Пустошка                    | деревня                 | ↗8        | Койдокурское                     |
| 331 | Пустыщи                     | деревня                 | →3        | Хаврогорское                     |
| 332 | Пухтаковка                  | деревня                 | ↗7        | Матигорское                      |
| 333 | Пятково                     | деревня                 | ↗97       | Матигорское                      |
| 334 | Разлог                      | деревня                 | ↗165      | Холмогорское                     |
| 335 | Рембуево                    | деревня                 | ↗354      | Ухтостровское                    |
| 336 | Рехачевы                    | деревня                 | ↘5        | Емецкое                          |
| 337 | Речка                       | деревня                 | →0        | Ракульское                       |
| 338 | Рипалово                    | деревня                 | ↗5        | Емецкое                          |
| 339 | Рожево                      | посёлок                 | ↘2        | Усть-Пинежское                   |
| 340 | Романовская                 | деревня                 | ↗2        | Ухтостровское                    |
| 341 | Россохи                     | деревня                 | →7        | Емецкое                          |
| 342 | Рябиха                      | деревня                 | →1        | Хаврогорское                     |
| 343 | Светлый                     | посёлок                 | ↗1078     | Светлозерское                    |
| 344 | Семеновы                    | деревня                 | ↗5        | Емецкое                          |
| 345 | Сергеевщина                 | деревня                 | ↘0        | Хаврогорское                     |
| 346 | Сетигоры                    | деревня                 | ↗1        | Луковецкое                       |
| 347 | Сивозерщина                 | деревня                 | →0        | Хаврогорское                     |
| 348 | Слободка                    | деревня                 | ↘6        | Емецкое                          |
| 349 | Смольниковская              | деревня                 | ↗6        | Холмогорское                     |
| 350 | Собино                      | деревня                 | ↗19       | Матигорское                      |
| 351 | Соснино                     | деревня                 | ↘12       | Кехотское                        |
| 352 | Спасская                    | деревня                 | ↗5        | Холмогорское                     |
| 353 | Среднее                     | деревня                 | ↗9        | Матигорское                      |
| 354 | Среднеконская               | деревня                 | ↗19       | Ракульское                       |
| 355 | Среднепогостская            | деревня                 | ↗103      | Луковецкое                       |
| 356 | Старая Мельница             | деревня                 | ↗8        | Емецкое                          |
| 357 | Старозатопляевская          | деревня                 | ↗12       | Койдокурское                     |
| 358 | Старостины                  | деревня                 | ↗6        | Хаврогорское                     |
| 359 | Строительская               | деревня                 | ↗21       | Холмогорское                     |
| 360 | Ступино                     | деревня                 | ↗30       | Матигорское                      |
| 361 | Ступинских карьеров         | посёлок                 | ↘6        | Матигорское                      |
| 362 | Сурово                      | деревня                 | →0        | Холмогорское                     |
| 363 | Сухарево                    | деревня                 | ↗9        | Емецкое                          |
| 364 | Сухие                       | деревня                 | ↗30       | Хаврогорское                     |
| 365 | Такшеево                    | деревня                 | ↗5        | Емецкое                          |
| 366 | Танашовщина                 | деревня                 | ↗1        | Хаврогорское                     |
| 367 | Тарасица                    | деревня                 | ↗61       | Хаврогорское                     |
| 368 | Тарасово                    | деревня                 | ↘9        | Луковецкое                       |
| 369 | Таратины                    | деревня                 | ↗9        | Емецкое                          |
| 370 | Татаурово                   | деревня                 | ↗8        | Холмогорское                     |
| 371 | Тёгра Верхняя               | деревня                 | ↘10       | Емецкое                          |
| 372 | Тёгра Нижняя                | деревня                 | ↗11       | Емецкое                          |
| 373 | Тёгра-Осерёдок              | деревня                 | →18       | Емецкое                          |
| 374 | Телепниха                   | деревня                 | ↘2        | Холмогорское                     |
| 375 | Теребиха                    | деревня                 | ↘11       | Хаврогорское                     |
| 376 | Терентьево                  | деревня                 | ↘4        | Хаврогорское                     |
| 377 | Тереховское                 | деревня                 | →5        | Луковецкое                       |
| 378 | Тихновская                  | деревня                 | ↗3        | Холмогорское                     |
| 379 | Толокново                   | деревня                 | →8        | Емецкое                          |
| 380 | Третьяково                  | деревня                 | ↘0        | Холмогорское                     |
| 381 | Трехновская                 | деревня                 | ↘5        | Холмогорское                     |
| 382 | Труфаново                   | деревня                 | ↘11       | Матигорское                      |
| 383 | Тряпицыно                   | деревня                 | →2        | Холмогорское                     |
| 384 | Узиково                     | деревня                 | ↘3        | Емецкое                          |
| 385 | Ульяново                    | деревня                 | ↗39       | Ракульское                       |
| 386 | Усолье                      | деревня                 | ↘6        | Емецкое                          |
| 387 | Устрека                     | деревня                 | ↘8        | Хаврогорское                     |
| 388 | Усть-Емца                   | деревня                 | ↗1        | Емецкое                          |
| 389 | Усть-Лындовская             | деревня                 | ↗3        | Койдокурское                     |
| 390 | Усть-Мехреньга              | деревня                 | ↘15       | Емецкое                          |
| 391 | Усть-Пинега                 | посёлок                 | ↗1019     | Усть-Пинежское                   |
| 392 | Фабрики                     | деревня                 | →0        | Матигорское                      |
| 393 | Фатеевы                     | деревня                 | ↗26       | Емецкое                          |
| 394 | Фелово                      | деревня                 | ↗4        | Хаврогорское                     |
| 395 | Филимоновская               | деревня                 | ↗47       | Койдокурское                     |
| 396 | Фомины                      | деревня                 | ↘13       | Емецкое                          |
| 397 | Харитоново                  | деревня                 | ↘6        | Холмогорское                     |
| 398 | Харлово                     | деревня                 | ↗956      | Матигорское                      |
| 399 | Хвосты Старые               | деревня                 | ↘11       | Емецкое                          |
| 400 | Хетка                       | деревня                 | →6        | Матигорское                      |
| 401 | Ходчино                     | деревня                 | →28       | Холмогорское                     |
| 402 | Холмогоры                   | село                    | ↘3394     | Холмогорское                     |
| 403 | Хомяковская                 | деревня                 | ↗80       | Койдокурское                     |
| 404 | Часовенская                 | деревня                 | ↘54       | Ракульское                       |
| 405 | Часовня                     | деревня                 | →7        | Емецкое                          |
| 406 | Часовня                     | деревня                 | ↘1        | Хаврогорское                     |
| 407 | Часовня                     | деревня                 | ↗178      | Хаврогорское                     |
| 408 | Чащёвка                     | деревня                 | →0        | Емецкое                          |
| 409 | Чащины                      | деревня                 | ↗3        | Матигорское                      |
| 410 | Чевакино                    | деревня                 | ↗15       | Кехотское                        |
| 411 | Челмохотской Базы           | посёлок                 | →0        | Хаврогорское                     |
| 412 | Чуга                        | деревня                 | →0        | Белогорское                      |
| 413 | Чупровщина                  | деревня                 | ↗6        | Емецкое                          |
| 414 | Чуроз-Гора                  | деревня                 | ↗1        | Емецкое                          |
| 415 | Чухарево                    | деревня                 | →5        | Койдокурское                     |
| 416 | Чухча                       | деревня                 | →0        | Емецкое                          |
| 417 | Шеинская                    | деревня                 | ↘9        | Ухтостровское                    |
| 418 | Шепицы                      | деревня                 | →2        | Матигорское                      |
| 419 | Шидозеро                    | деревня                 | ↘2        | Емецкое                          |
| 420 | Шильцево                    | деревня                 | ↗1        | Емецкое                          |
| 421 | Шильцово                    | деревня                 | ↗712      | Емецкое                          |
| 422 | Шолково                     | деревня                 | →0        | Луковецкое                       |
| 423 | Юра                         | деревня                 | ↘2        | Луковецкое                       |

## Экономика
- 2 лесозаготовительных предприятия
- ООО «Холмогорское молоко»

### Сельское хозяйство
Холмогорский район является родиной холмогорской породы крупного рогатого скота молочного направления продуктивности.
Сельхозпредприятия:
- ФГУП «Холмогорское»
- ЗАО «Племзавод Копачево»
- СПК «Холмогорский племзавод»
- ООО «Сельхозпредприятие Ломоносовское»
- СПК «Племзавод „Кехта“»
- ООО «АП Двинское»
- ЗАО «Хаврогорское»
- ООО «Заречное»
- ИП Гафаров А.
- ООО «Лига»

## Транспорт
По территории района проходит трасса М8. Из Архангельска до Холмогор можно добраться от автовокзала на автобусе 502, 524 «Архангельск—Холмогоры». Время в пути — 2 часа. До Емецка из Архангельска курсирует автобус 803 «Архангельск—Емецк».

## Образование
14 средних школ, два профессиональных училища (ПУ), 23 дошкольных учреждения.
- МОУ «Белогорская средняя общеобразовательная школа»
- МАОУ «Холмогорская средняя общеобразовательная школа»[41]
- МОУ «Матигорская средняя общеобразовательная школа»

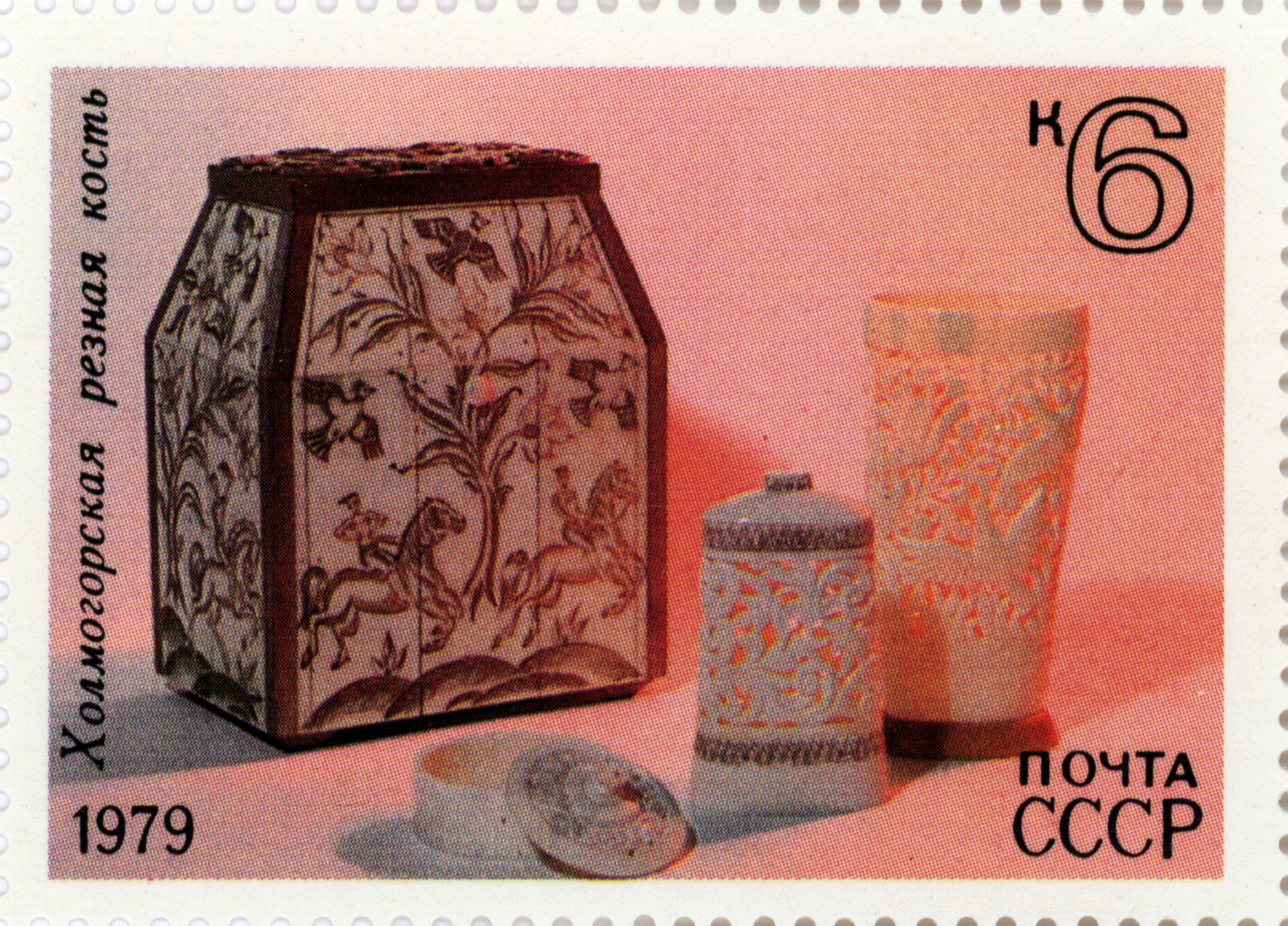
Холмогорская резная кость на почтовой марке

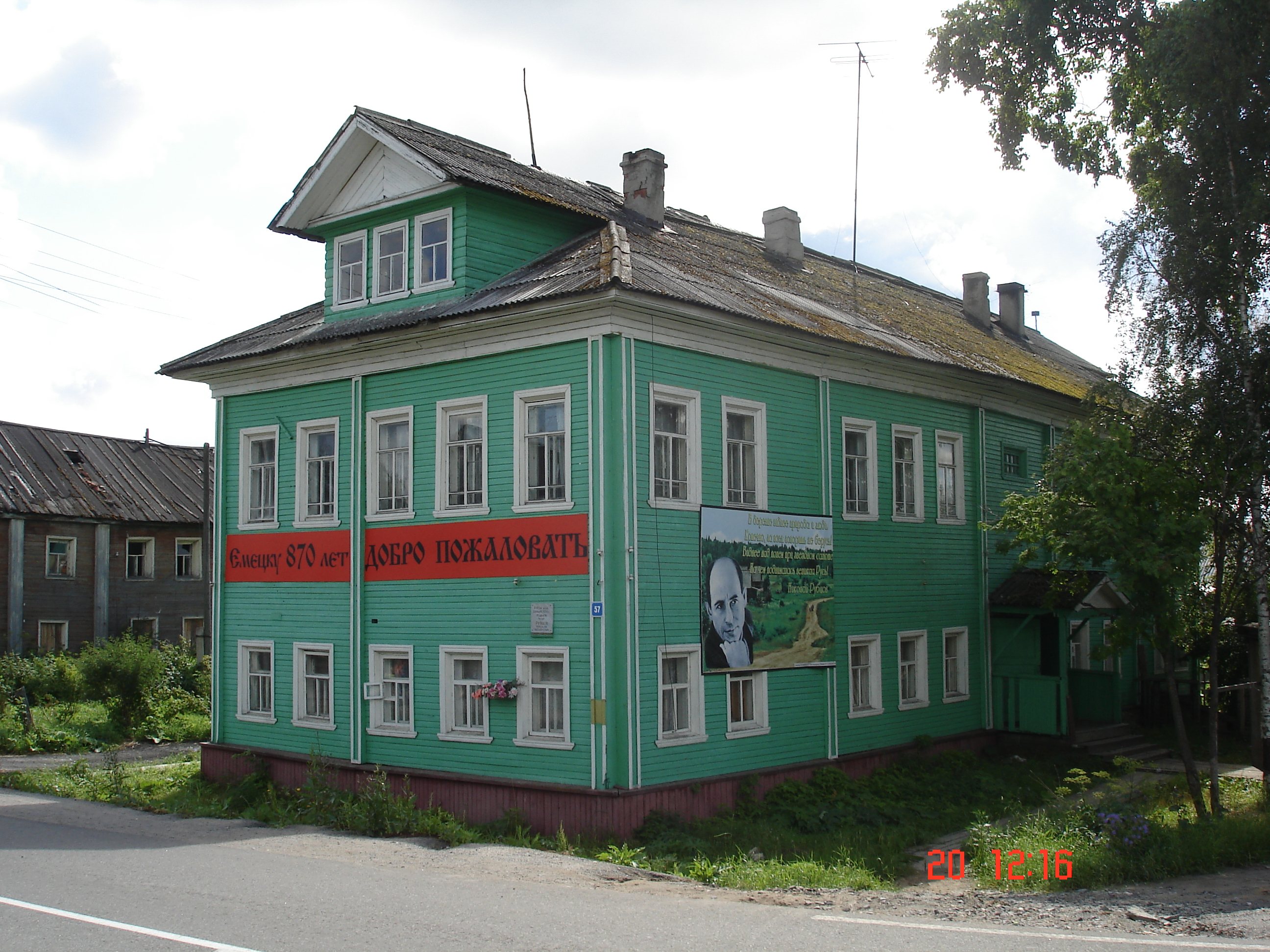
Дом в Емецке, где родился Николай Рубцов

## Достопримечательности
Музеи:
- краеведческий в селе Холмогоры
- историко-мемориальный им. М. В. Ломоносова в селе Ломоносово
- краеведческий в селе Емецк
- Дом Бажениных в деревне Вавчуга
- Воскресенская церковь в селе Матигоры